# Técnica de Six

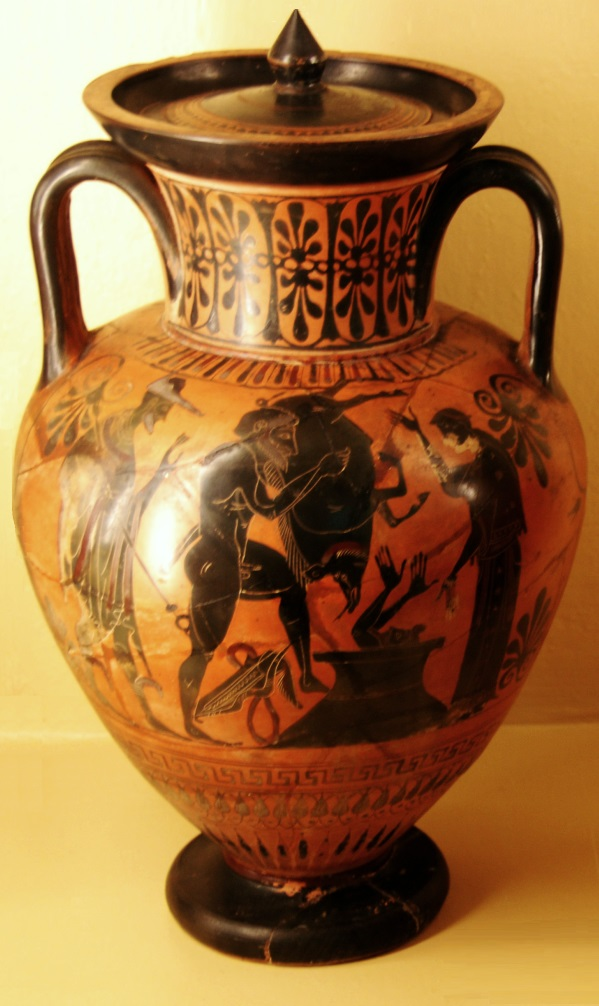
Athens Heracles

A técnica de Six é o nome moderno de uma técnica utilizada por pintores de vasos áticos de figuras negras que se caracteriza pela adição da cor branca ou vermelha sobre a superfície do vaso, que recebe detalhes incisos para que a cor negra do verniz seja ressaltada. A técnica foi primeiramente descrita pelo classicista holandês Jan Six em 1888, e recebeu sua nomenclatura em inglês por John Beazley.
Por volta de 530 a. C., a técnica passou a ser regularmente usada para a decoração do vaso todo, e não apenas para detalhamento como anteriormente. O efeito é similar à técnica de figuras vermelhas. Nicósthenes, Psíax e o Pintor de Diosphos são alguns dos primeiros artistas a utilizarem a técnica, que se manteve em uso até meados do séc. V, nas pequenas enócoas da oficina do Pintor de Haimon.